# Estação Cluny - La Sorbonne
Cluny - La Sorbonne é uma das estações da linha 10 do Metrô de Paris, localizada no 5.º arrondissement de Paris.

## História

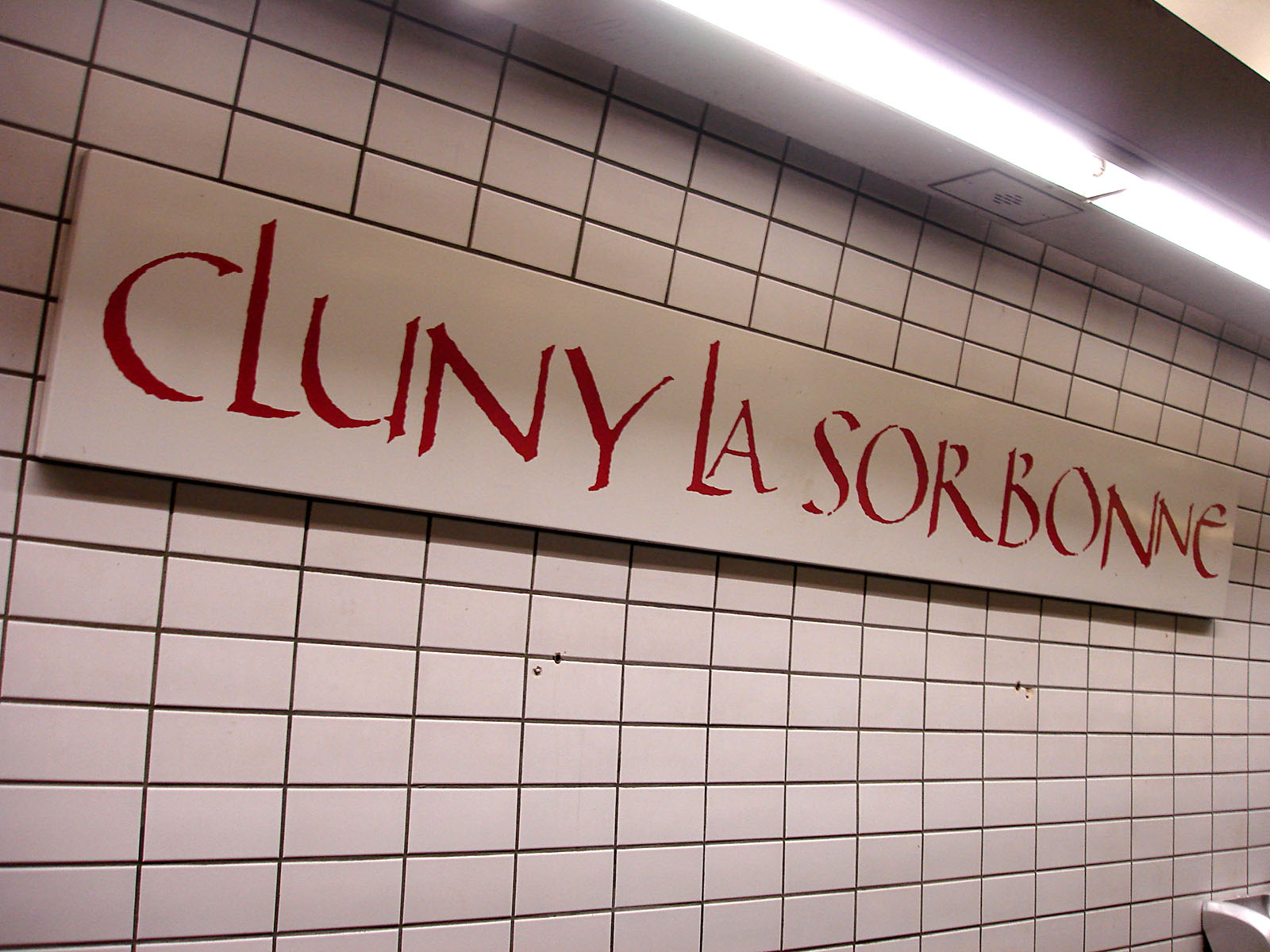
Detalhes da tipografia original do nome da estação

A estação foi inaugurada em 1930, e depois fechada entre 1939 e 1988, porque ela era pouco utilizada devido a sua proximidade em relação às outras estações.
Ele foi reaberta para permitir uma correspondência com as linhas RER B e C, na estação Saint-Michel-Notre-Dame.
Em 2011, 2 744 528 passageiros entraram nesta estação. Em 2012, foram 2 615 706. Ela viu 2 509 657 passageiros em 2013 que a coloca na 219ª posição das estações de metrô por sua frequência em 302.

## Serviços aos Passageiros

### Acessos
A estação tem duas saídas. Comparado com o metrô indo em direção a Gare d'Austerlitz:
- a fila de saída, assegurando a correspondência com o RER, leva ao boulevard Saint-Germain no cruzamento com o boulevard Saint-Michel;
- a saída na cabeça leva ao boulevard Saint-Germain, no cruzamento com a rue Saint-Jacques.

### Plataformas
O teto da estação foi decorado, para a reabertura de 1988, pelos mosaicos de Jean Bazaine com as assinaturas de famosos estudantes da Sorbonne.
Ele tem a particularidade de comportar três vias, a via central, sem plataforma, sendo a conexão com a linha 4.

### Intermodalidade
A estação é servida pelas linhas 21, 27, 38, 63, 85, 86, 87 e 96 da rede de ônibus RATP. Ela é servido por parte da linha turística OpenTour. Além disso, é servida à noite pelas linhas N12, N13, N14, N15, N21, N22 e N122 da rede de ônibus Noctilien. A estação também dispõe de uma correspondência com as linhas B e C do RER em Saint-Michel - Notre-Dame.

## Pontos turísticos
- Quartier Latin
- Collège de France
- Musée de Cluny
- Sorbonne
- Lycée Louis-le-Grand
- Lycée Saint-Louis
- Igreja Saint-Séverin